# 欽廉戰鬥
欽廉戰鬥發生於1925年11月10日－23日，地點則是在中國粵西。是國民革命軍東征粵西戰役之一。交戰的兩方，一方為南路總指揮朱培德，另一方則為鄧本殷部。